# Clethra crispa
Clethra crispa är en tvåhjärtbladig växtart som beskrevs av C. Gustafsson. Clethra crispa ingår i släktet Clethra och familjen Clethraceae. Inga underarter finns listade i Catalogue of Life.